# Câmara dos Deputados do Chile
A Câmara dos Deputados do Chile é uma das dos câmaras que integram o Congresso Nacional. Suas funções são participar na elaboração das leis junto ao Senado e o Presidente da República.
Tem como função exclusiva fiscalizar os atos do governo e iniciar as acusações políticas contra os ministros do Estado ou o Presidente da República. A lei de pressupostos e toda legislação que implique gastos ou imposições se discute e aprova primeiro na Câmara dos Deputados para passar ao Senado.